# Hellblazer
Hellblazer (Průkopník pekla), také John Constantine, Hellblazer je literární komiksová řada, která vychází od roku 1988, vydávaná společností DC Comics/Vertigo. V České republice vychází v nakladatelství CREW.

## Komiks v originále
Poprvé se londýnský mág John Constantine objevil v komiksu Swamp Thing (konkrétně Swamp Thing "The Curse" #37-50, 1985 - v ČR Swamp Thing 3 "Prokletí"). Jeho tvůrcem je Alan Moore, který postavě vtiskl charektiristický vzhled (vysoký, štíhlý blonďák v baloňáku) a vlastnosti (cynismus a upřímnost).
V roce 1988 se John Constantine stal hlavní hrdinou v sérii Hellblazer, která skončila 300. dílem, který vyšel v roce 2013. Na jeho tvorbě se vystřídalo množství kreslířů i scenáristů. Nejdéle na něm pracoval britský ilustrátor John Ridgway, který se věnoval číslům 1-249. Scenáristicky se projektu nejdéle věnoval Garth Ennis, autor komiksů jako jsou Hitman, Punisher či Preacher. Po něm převzal úlohu Warren Ellis (ale ještě předtím stihl dokončit Transmetropolitan) a po něm Brian Azzarello (100 nábojů). Dále na projektu pracovali Mike Carey, Denise Mina, Andy Diggle od dvěstěpadesátého čísla se na komiksové řadě pracoval Peter Milligan, který Johna Constantina dovedl až k jeho třístému dílu.
Vyšlo několik speciálů a dalších samostatných příběhů v hlavní roli s Johnem.

## Komiks v Česku
V českém vydání komiks vyšel v časopise CREW (konkrétně 12 (CREW) a poté 4, 13, 14, 18, 23, 33, 37, 44 (CREW²)) a od roku 2005 v již samostatně vydaných sešitech. V Bažináči se objevil jako vedlejší postava.

## Děj
Hlavní postavou je londýnský mág John Constantin, který má k mocnostem pekla stejně blízko, jako má daleko ke ctnostnému životu. Kouření a pití alkoholu jsou tím nejmenším z jeho prohřešků. Ale jedno se mu musí nechat - nikdy si nenechá ujít příležitost navrátit pekelné démony tam, kam patří, či potrestat zlosyny za jejich špatné chování.
| Název               | Scénář           | Kresba                                                 | Nakladatelství | Rok vydání |
| ------------------- | ---------------- | ------------------------------------------------------ | -------------- | ---------- |
| Syn člověka         | Ennis, Garth     | Higgins, John                                          | CREW           | 2005       |
| Těžké časy          | Azzarello, Brian | Corben, Richard                                        | CREW           | 2006       |
| Bažináč 3: Prokletí | Moore, Alan      | Moore, Alan                                            | BB/Art Komiks  | 2011       |
| Dobré úmysly        | Azzarello, Brian | Frusin, Marcelo                                        | CREW           | 2012       |
| Zamrznutí           | Azzarello, Brian | Frusin, Marcelo; Dillon, Steve; Davis, Guy             | CREW           | 2012       |
| Potopa              | Azzarello, Brian | Frusin, Marcelo; Camuncoli, Giuseppe                   | CREW           | 2013       |
| Popel a prach       | Azzarello, Brian | Frusin, Marcelo; Camuncoli, Guiseppe; Stewart, Cameron | CREW           | 2013       |

## Film a televize

### Film
- 2005 Constantine – režie Francis Lawrence, v hlavní roli Keanu Reeves

### Televize
- 2014–2015 Constantine – seriál, 13 dílů, v hlavní roli Matt Ryan